# Åben Dine Læber
Åben Dine Læber er det andet studiealbum fra den danske rapper Einar Enemark, kendt fra MC Einar, i et samarbejde med KunTakt. Albummet blev udgivet på LongLife Records i 2016. Det modtog fem ud af seks stjerner i musikmagasinet GAFFA.

## Trackliste
1. "Solhavserotik"
2. "Skrot er Hot"
3. "Du er Min Kildne Sommerfugl"
4. "Verdenshavets Vilde Kæmpevind"
5. "Havet, Sandet & mig"
6. "Åben Dine Læber"
7. "Elskende Fladt"
8. "Gud Er Stor"
9. "Om Behovet for en Ulykkespille"
10. "Lyden Af Dine Skos Skridt"
11. "Historien om de Kæmpestore Bryster"